# 아프리카의 음악

아프리카의 광대한 음악을 선사하는 아프리카의 전통 음악은 역사적으로 고대, 풍부하고 다양한 지역과 아프리카의 각기 다른 독특한 음악적 전통을 가지고 있다. 아프리카의 음악은 종교에 관한 한 매우 중요하다. 노래와 음악은 제사와 종교의식에 사용되며, 대대로 전해져 내려오는 이야기들을 전해 주고 노래와 춤을 춘다.

## 지역별 음악

### 북아프리카와 아프리카의 북동부
북아프리카는 고대 이집트와 카르타고의 본거지이며 고대 동 로마와 고대 그리스 문화에 영향을 미친 문명의 발상지이다. 결국, 이집트는 그리스와 로마 통치에 의해 페르시아의 통치 하에 떨어졌고, 반면에 카르타고는 로마인들과 반달자들에 의해 통치되었다. 북아프리카는 아랍인들이 아랍 세계의 마그레브로 그 지역을 건설한 후에 아랍에 의해 정복되었다.

### 서부, 중앙, 동남아프리카, 남아프리카
민족 음악학의 선구자인 아서 모리스 존스(1889–1980)는 사하라 이남 아프리카 음악의 공동의 리듬감 있는 원칙이 하나의 주요한 체계를 이루고 있다고 말했다.

## 악기

### 타악기
아프리카에는 가죽이나 나무 등의 타악기를 제조하기에 적합한 재료들이 많아서, 일찍이 타악기가 발전하였다. 아프리카의 줄루 족들은 하루 일과가 끝이 나면 전통적으로 북을 연주하였고, 제사를 지낼 때나 사람을 부를 때에 쓰기도 하였다. 다만, 중앙 아프리카의 경우 숲이 북소리를 흡수해서 북이 무용지물이 되었다.
이디오폰
- 카바사
- 원숭이 북
- 쉐케레: 카바사의 초기 형태
- 비브라 슬랩
- 칼림바
- 쇼칼류:손에 들고 흔드는 탬버린.
- 염소 딸랑이

실로폰류
- 실로폰
- 마림바
- 발라폰:초기 실로폰
- 일림바
- 우드블럭 또는 템플블럭

멤브라노폰
- 젬베
- 바타 드럼:서아프리카 요루바족이 쓰는 북.
- 털북:케냐의 북.
- 말하는 북
- 콩가와 봉고
- 카혼
- 땅 땅:삼바밴드가 쓰는 악기. 음량이 작다.
- 팀바:밑이 가늘은 땅 땅.
- 서도
- 카이사데게라

## 같이 보기
- 아프로 팝
- 움 쿨숨
- 폴리리듬
- 월드 뮤직